# Union démocratique (Maroc)
Pour les articles homonymes, voir Union démocratique.
L'Union démocratique est un ancien parti politique marocain créé par Bouâzza Ikken en 2001, il est né d'une scission du Mouvement national populaire. En 2006, le parti disparaît et fusionne avec le Mouvement populaire.

## Histoire
Le parti a participé une seule fois aux élections législatives. Au scrutin de 2002, le parti a obtenu 10 sièges sur les 325 constituant la chambre basse marocaine.